# Niederstraße (Trier)
Die Niederstraße ist eine Straße in Trier im Stadtteil Ehrang-Quint. Sie verläuft als Verlängerung der Oberstraße entlang des östlichen Stadtteilrandes entlang und geht nahtlos in die Quinter Straße über. Die Straße ist Teil der Hauptachsen des Stadtteils und eine Einbahnstraße. Zudem ist sie Hauptgeschäftsstraße des Stadtteils.
Der Name der Straße leitet sich vom ehemaligen Niedertor der Stadt Ehrang ab. Das 1576 errichtete Bauwerk wurde 1873 niedergelegt.
An der Straße befinden sich insgesamt zehn Kulturdenkmäler. Viele der Gebäude stammen aus dem 18. und 19. Jahrhundert.